# タン・カー・キー駅
タン・カー・キー駅(タン・カー・キーえき、英語:Tan Kah Kee MRT Station)は、シンガポールにあるMRTダウンタウン線の駅。

## 駅構造
島式1面2線のホームを持つ駅。
| A | ■ダウンタウン線 | ブキッ・パンジャン方面 |
| B | ■ダウンタウン線 | エキスポ方面           |

## 歴史
2015年12月27日に開業。